# Alseuosmia
Alseuosmia, rod novozelandskog bilja iz porodice Alseuosmiaceae, dio reda zvjezdanolike. Postoji pet vrsta malenih vazdazelenih grmova, sve su endemi sa Sjevernog ili Južnog otoka

## Vrste
1. Alseuosmia atriplicifolia A.Cunn.
2. Alseuosmia banksii A.Cunn.
3. Alseuosmia macrophylla A.Cunn.
4. Alseuosmia pusilla Colenso
5. Alseuosmia quercifolia A.Cunn.
6. Alseuosmia turneri R.O.Gardner